# Jet (Wings)
Jet is een single van Paul McCartney & Wings.

## Geschiedenis
Het was de tweede single afkomstig van hun album Band on the Run. Men leefde in de veronderstelling dat Jet de naam was van een labrador-retriever van McCartney. McCartney zelf ontkende dat later in 2010, het was zijn pony. Uit de tekst zelf is dat nauwelijks te achterhalen.
Geluidstechnicus Geoff Emerick deelde mee dat hoewel het album Band on the Run geheel in Nigeria is opgenomen, dit nummer in Londen tot stand kwam, nadat de opnamen voor het album al afgerond waren. De keus voor de B-kant was in eerste instantie Mamunia, maar na drie weken werd die vervangen door Let me roll it (beide van het album).
De muziekgroep Jet is naar deze single genoemd.

## Hitnotering
Het nummer haalde de zevende plaats in de Billboard Hot 100.

### Nederlandse Top 40
Het was eerst alarmschijf.
| Hitnotering: week 12 t/m 19 in 1974 | Hitnotering: week 12 t/m 19 in 1974 | Hitnotering: week 12 t/m 19 in 1974 | Hitnotering: week 12 t/m 19 in 1974 | Hitnotering: week 12 t/m 19 in 1974 | Hitnotering: week 12 t/m 19 in 1974 | Hitnotering: week 12 t/m 19 in 1974 | Hitnotering: week 12 t/m 19 in 1974 | Hitnotering: week 12 t/m 19 in 1974 | Hitnotering: week 12 t/m 19 in 1974 |
| Week:                               | 1                                   | 2                                   | 3                                   | 4                                   | 5                                   | 6                                   | 7                                   | 8                                   |                                     |
| ----------------------------------- | ----------------------------------- | ----------------------------------- | ----------------------------------- | ----------------------------------- | ----------------------------------- | ----------------------------------- | ----------------------------------- | ----------------------------------- | ----------------------------------- |
| Positie:                            | 22                                  | 15                                  | 12                                  | 11                                  | 17                                  | 31                                  | 36                                  | 40                                  | uit                                 |

### NederlandseDaverende 30
| Hitnotering: 23-3-1974 t/m 26-4-1974 | Hitnotering: 23-3-1974 t/m 26-4-1974 | Hitnotering: 23-3-1974 t/m 26-4-1974 | Hitnotering: 23-3-1974 t/m 26-4-1974 | Hitnotering: 23-3-1974 t/m 26-4-1974 | Hitnotering: 23-3-1974 t/m 26-4-1974 | Hitnotering: 23-3-1974 t/m 26-4-1974 |
| Week:                                | 1                                    | 2                                    | 3                                    | 4                                    | 5                                    |                                      |
| ------------------------------------ | ------------------------------------ | ------------------------------------ | ------------------------------------ | ------------------------------------ | ------------------------------------ | ------------------------------------ |
| Positie:                             | 22                                   | 15                                   | 10                                   | 11                                   | 17                                   | uit                                  |

### BelgischeBRT Top 30
| Hitnotering: 13-4-1974 t/m 17-5-1974 | Hitnotering: 13-4-1974 t/m 17-5-1974 | Hitnotering: 13-4-1974 t/m 17-5-1974 | Hitnotering: 13-4-1974 t/m 17-5-1974 | Hitnotering: 13-4-1974 t/m 17-5-1974 | Hitnotering: 13-4-1974 t/m 17-5-1974 | Hitnotering: 13-4-1974 t/m 17-5-1974 |
| Week:                                | 1                                    | 2                                    | 3                                    |                                      | 4                                    |                                      |
| ------------------------------------ | ------------------------------------ | ------------------------------------ | ------------------------------------ | ------------------------------------ | ------------------------------------ | ------------------------------------ |
| Positie:                             | 28                                   | 20                                   | 25                                   | x                                    | 26                                   | uit                                  |

### Britse Single Top 50
| Hitnotering: 2-3-1974 t/m 4-5-1974 | Hitnotering: 2-3-1974 t/m 4-5-1974 | Hitnotering: 2-3-1974 t/m 4-5-1974 | Hitnotering: 2-3-1974 t/m 4-5-1974 | Hitnotering: 2-3-1974 t/m 4-5-1974 | Hitnotering: 2-3-1974 t/m 4-5-1974 | Hitnotering: 2-3-1974 t/m 4-5-1974 | Hitnotering: 2-3-1974 t/m 4-5-1974 | Hitnotering: 2-3-1974 t/m 4-5-1974 | Hitnotering: 2-3-1974 t/m 4-5-1974 | Hitnotering: 2-3-1974 t/m 4-5-1974 |
| Week:                              | 1                                  | 2                                  | 3                                  | 4                                  | 5                                  | 6                                  | 7                                  | 8                                  | 9                                  |                                    |
| ---------------------------------- | ---------------------------------- | ---------------------------------- | ---------------------------------- | ---------------------------------- | ---------------------------------- | ---------------------------------- | ---------------------------------- | ---------------------------------- | ---------------------------------- | ---------------------------------- |
| Positie:                           | 17                                 | 10                                 | 8                                  | 7                                  | 10                                 | 15                                 | 27                                 | 36                                 | 40                                 | uit                                |

### NPO Radio 2 Top 2000
| Nummer met noteringen in de NPO Radio 2 Top 2000 | '03  | '04  | '05  |
| ------------------------------------------------ | ---- | ---- | ---- |
| Jet                                              | 1808 | 1899 | 1996 |

1. ↑  Een vetgedrukt getal geeft de hoogste notering aan.
2. ↑  2003 was het eerste jaar met een notering voor dit nummer.
3. ↑  Deze tabel is bijgewerkt tot en met de laatste editie (2024).